# Målspark (fodbold)
Målspark er en igangsættelse i  sportsgrenen fodbold. Dommeren skal dømme målspark, når hele bolden har passeret mållinjen, og der ikke er scoret, hvis den sidste, der har berørt bolden, tilhører det angribende hold. Tilhører spilleren det forsvarende hold, skal der i stedet dømmes hjørnespark. Reglen er beskrevet i Fodboldlovens §16.
Der vil typisk blive målspark, når en spiller forsøger at score mål, hvor det blot ikke lykkes at ramme målet. Men det sker også ofte som resultat af en såkaldt fremlægning, altså et forsøg på at spille bolden frem til en medspiller, der befinder sig tæt på modstandernes mål. Endelig kan det forekomme indirekte, når en forsvarsspiller i boldbesiddelse presses af en angriber og sparker bolden ind på denne, hvorpå bolden ender bag mållinjen. 

## Udførelse
Når dommeren har dømt målspark, skal en spiller fra det hold, som har fået tilkendt målsparket, sætte spillet i gang ved at sparke bolden ud af straffesparksfeltet. Bolden sparkes fra stilleliggende position i målfeltet. Spillet er først i gang igen når bolden har passeret straffesparksfeltets grænser, og må herefter berøres af en anden spiller. Sparkeren må ikke selv røre bolden før den er berørt af en anden spiller. Indtil bolden er i spil, skal alle modspillere opholde sig uden for straffesparksfeltet.
Det vil oftest være målmanden, som sparker målsparket. I ungdomsrækkerne ses det dog ofte, at en af forsvarsspillerne tager målsparket for sin målmand.
Der kan scores direkte på målspark, dog kun i modstanderens mål. Hvis man sparker bolden i eget mål efter at bolden har været i spil uden for straffesparksfeltet, så dømmes der hjørnespark. Hvis man sparker bolden direkte i eget mål uden at bolden har været i spil uden for straffesparksfeltet dømmes omspark. 